# Iljuschin Il-54
Die Iljuschin Il-54 (russisch Ильюшин Ил-54, NATO-Codename: Blowlamp) war ein zweistrahliges sowjetisches Militärflugzeug. Sie wurde auf Basis der Il-30 entwickelt und sollte als taktischer Bomber die Il-28 ergänzen.

## Geschichte
Die ersten Entwürfe zu diesem Pfeilflügelbomber wurden im März 1953 erarbeitet und sahen vor, die beiden Triebwerke ähnlich der Tu-16 rechts und links am Rumpf zu positionieren und mit einem Tragflügel mit geringer Profildicke in Mitteldeckeranordnung zu versehen. Schwierigkeiten bei der Konstruktion und Anpassung der Flügelholme führten jedoch dazu, dass diese Idee verworfen wurde. Man entschied sich letztendlich für eine Schulterdeckerauslegung mit hängenden Triebwerken unter den Tragflächen. Hatte man beim ersten Entwurf noch ein Bugradfahrwerk ins Auge gefasst, so wurde nun ein Tandemfahrwerk eingebaut, welches erstmals in der Sowjetunion bei dem Flugzeug Alexejew 150 getestet worden war. Entwickelt wurde es von Brunolf Baade, dem Konstrukteur des ersten und einzigen ostdeutschen Strahlverkehrsflugzeugs, der Baade 152.
Es wurden insgesamt zwei Prototypen gebaut. Wladimir Kokkinaki nahm am 3. April 1955 die Flugerprobung des ersten Exemplars auf, die zweite Maschine folgte noch im selben Jahr. Die Tests verliefen erfolgreich, trotzdem wurde auf eine Serienfertigung und somit Übernahme in die sowjetischen Luftstreitkräfte zugunsten der Jak-27 und Jak-28 verzichtet.

## Technische Daten

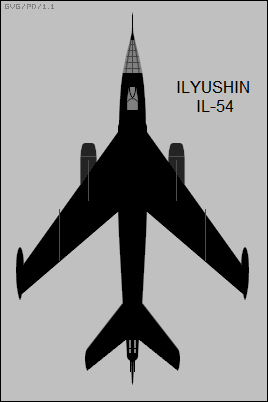
Zeichnung Draufsicht

| Kenngröße             | Daten                                              |
| --------------------- | -------------------------------------------------- |
| Besatzung             | 3                                                  |
| Länge                 | 28,97 m                                            |
| Spannweite            | 17,65 m                                            |
| Flügelfläche          | 84,6 m²                                            |
| Flügelstreckung       | 3,7                                                |
| Leermasse             | 24.000 kg                                          |
| Startmasse            | normal 40.660 kg maximal 41.600 kg                 |
| Antrieb               | zwei Ljulka AL-7F                                  |
| Leistung              | je 63,7 kN Startschub                              |
| Höchstgeschwindigkeit | 1.155 km/h in Bodennähe 1.250 km/h in 5.000 m Höhe |
| Steigzeit             | 1,1 min auf 5.000 m                                |
| Gipfelhöhe            | 14.000 m                                           |
| Reichweite            | 2.500 km bei 3.000 kg Bombenlast                   |
| Bewaffnung            | drei 23-mm-Maschinenkanonen                        |